# Divadlo E. F. Buriana
Divadlo E. F. Buriana byla divadelní scéna založená roku 1960 v Praze na Novém Městě v ulici Na Poříčí čp. 1047/26 na místě bývalého Burianova divadla D34. Uměleckým šéfem se stal režisér Karel Novák. Směřovalo ke stylu brechtovského divadla s politicky aktuální dramaturgií. Od roku 1968 zde režíroval Evžen Sokolovský. Za normalizace divadlo umělecky stagnovalo, jeho dlouholetým ředitelem byl český herec Josef Větrovec. V roce 1991 divadlo bylo, přes porevoluční obrodu (ředitelem byl režisér Jaromír Pleskot), zrušeno.
Od roku 1994 v těchto divadelních prostorách sídlí Divadlo Archa.

## Z významných inscenací
- 1961 Friedrich Dürrenmatt: Frank V. (režie Karel Novák)
- 1963 Tennessee Williams: Vytetovaná růže (režie Karel Novák)
- 1968 František Langer: Jízdní hlídka (režie Jan Bartoš)
- 1969 Vítězslav Nezval: Manon Lescaut  (režie Josef Palla)[3]